# Шевцов, Андрей Владимирович
Андрей Владимирович Шевцов (род. 13 декабря 1961, Саратов) — советский футболист, полузащитник. Мастер спорта.

## Карьера
Воспитанник ДЮСШ «Темп» и СДЮСШОР профкома СЭПО (Саратов). Сыграл первый матч за «Сокол» во второй лиге СССР в 15-летнем возрасте (1977). Играл за юношескую сборную СССР.
В 1981 году перешёл в московское «Динамо», сыграл за клуб 95 матчей, забил 10 голов (в том числе в чемпионате СССР — 54 матча, 2 гола). Обладатель Кубка СССР 1984 года. В 1985 году перешёл в московский «Локомотив», в 1986 году вернулся в «Сокол», а в 1989 году снова играл за «Локомотив».
В 1990 году уехал играть в Германию, выступал за клубы низших дивизионов.

## Достижения
- Обладатель Кубка СССР 1984.